# Ringpark
Der Ringpark (auch Glacis genannt) ist eine Grünanlage um die Würzburger Altstadt. Er entstand auf dem Gebiet der im 19. Jahrhundert geschleiften Schanzanlage.

## Geschichte

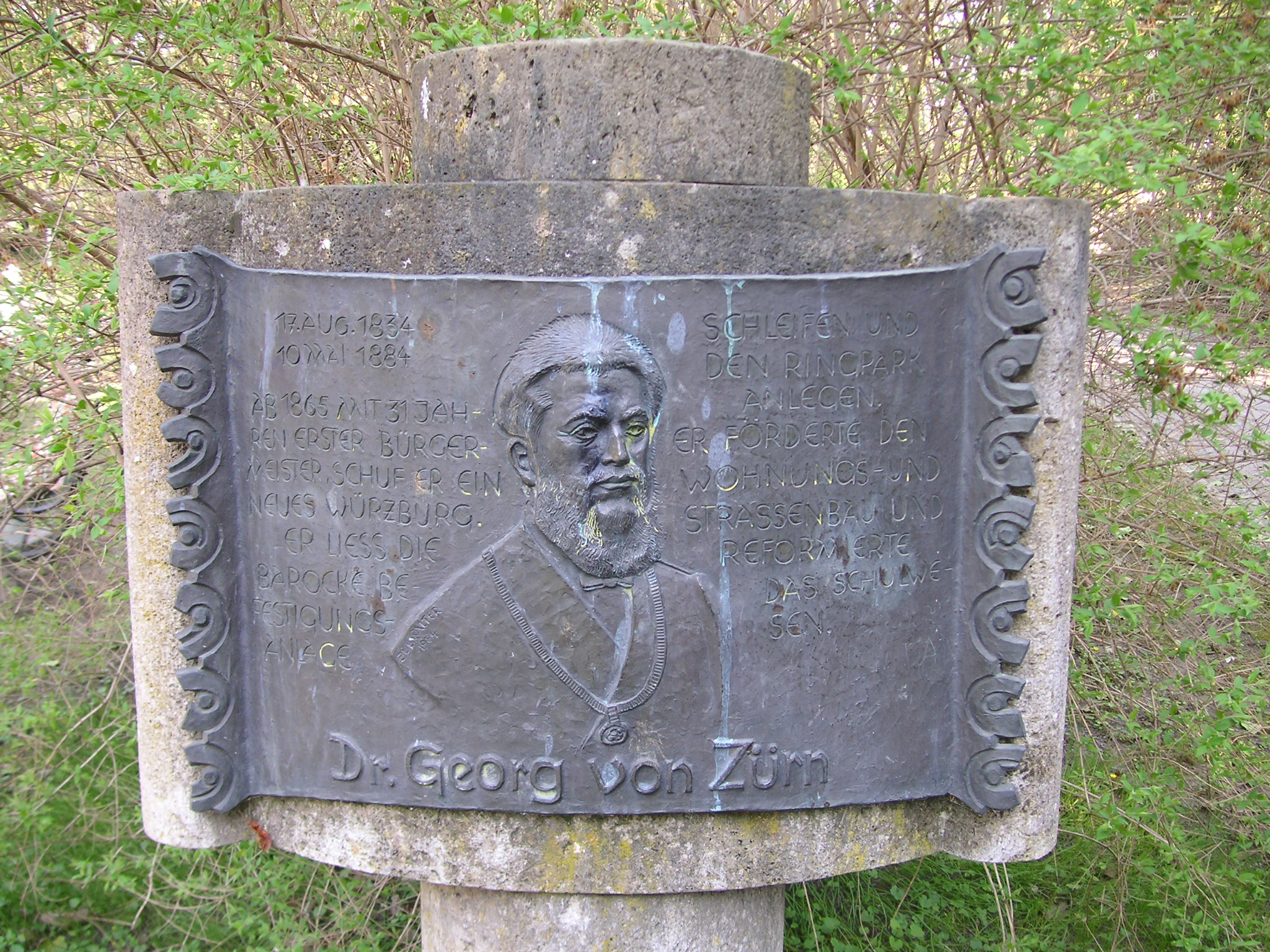
Gedenkstein an Dr. Georg von Zürn, Bürgermeister von Würzburg 1865. Bild fotografiert im Ringpark in Würzburg.

Das Würzburger Glacis bestand zunächst aus einer von Mauern und Wällen umgebenen, leicht nach außen abfallenden und bis zu 50 Meter breiten Fläche. Vor den Stadtwällen wurde 1804 eine Pappelallee angelegt. Das Glacis diente dann als Weide, Ackerfläche, dem Garten- und Rebbau sowie zu Exerzierzwecken und wurde ab 1820 zunehmend als Parkanlage gestaltet. 1868 kaufte die Stadt Würzburg dem Königreich Bayern das Glacisgelände ab. Mauern und Bastionen bzw. Werke wurden im Zuge der 1870 einsetzenden Entfestigung abgerissen, die bis zu 12 Meter tiefen Gräben zugeschüttet.
Auf Initiative des damaligen Bürgermeisters Georg von Zürn, angeregt durch die in Wien von ihm gesehene Ringstraße, wurde der durch Umgestaltung des ehemaligen Glacis entstehende Parkbau 1878 in Angriff genommen. Der erste Teilabschnitt um das Kriegerdenkmal wurde von Heinrich Siesmayer gestaltet. Danach wurde vom schwedischen Landschaftsarchitekten Jens Person Lindahl, welcher von August 1880 bis 1887 erster hauptamtlicher Stadtgärtner von Würzburg war, der Würzburger Ringpark entworfen und bis 1886 realisiert.). Kennzeichen seiner Landschaftsgestaltung sind geschwungene Wege, Baumgruppen, Gewässer und ein landschaftliches Hügelrelief. Wahrscheinlich wegen Finanzierungsschwierigkeiten und seit 1885 begonnener Auseinandersetzungen um die Ringparkanlage mit der Bürgerschaft bzw. ständiger Streitereien mit den Gemeindebevollmächtigten erschoss er sich und wurde am 22. November 1887 tot im Ringpark in den Glacisanlagen an der Ottostraße aufgefunden. Engelbert Sturm, Lindahls Nachfolger als Stadtgärtner, gestaltete im Anschluss das Klein-Nizza, eine Teich- und Blumenlandschaft entlang der Befestigung des Hofgartens. Diese kostete damals 85.400 Mark. (Heute umgerechnet etwa 728.345 Euro.) Mit der Teichanlage wurde 1900 die Gesamtanlage des Ringparks vollendet und am 8. Juli 1903 mit einem Denkmal in der Nähe des Bahnhofs für den in Würzburg geborenen Prinzregenten Luitpold komplettiert.

## Verlauf und Bedeutung

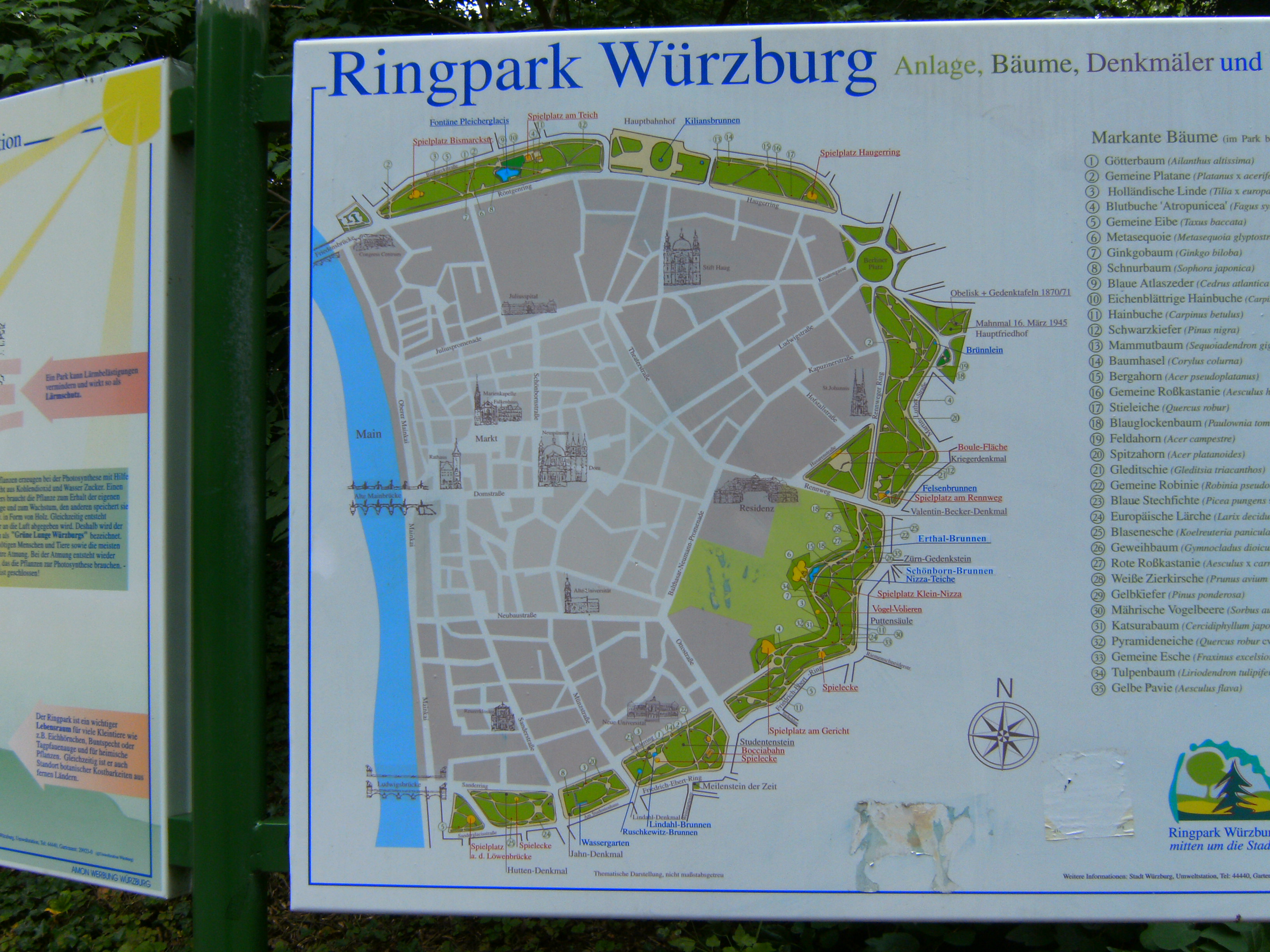
Würzburg, Ringpark um die Altstadt: Übersichtskarte.

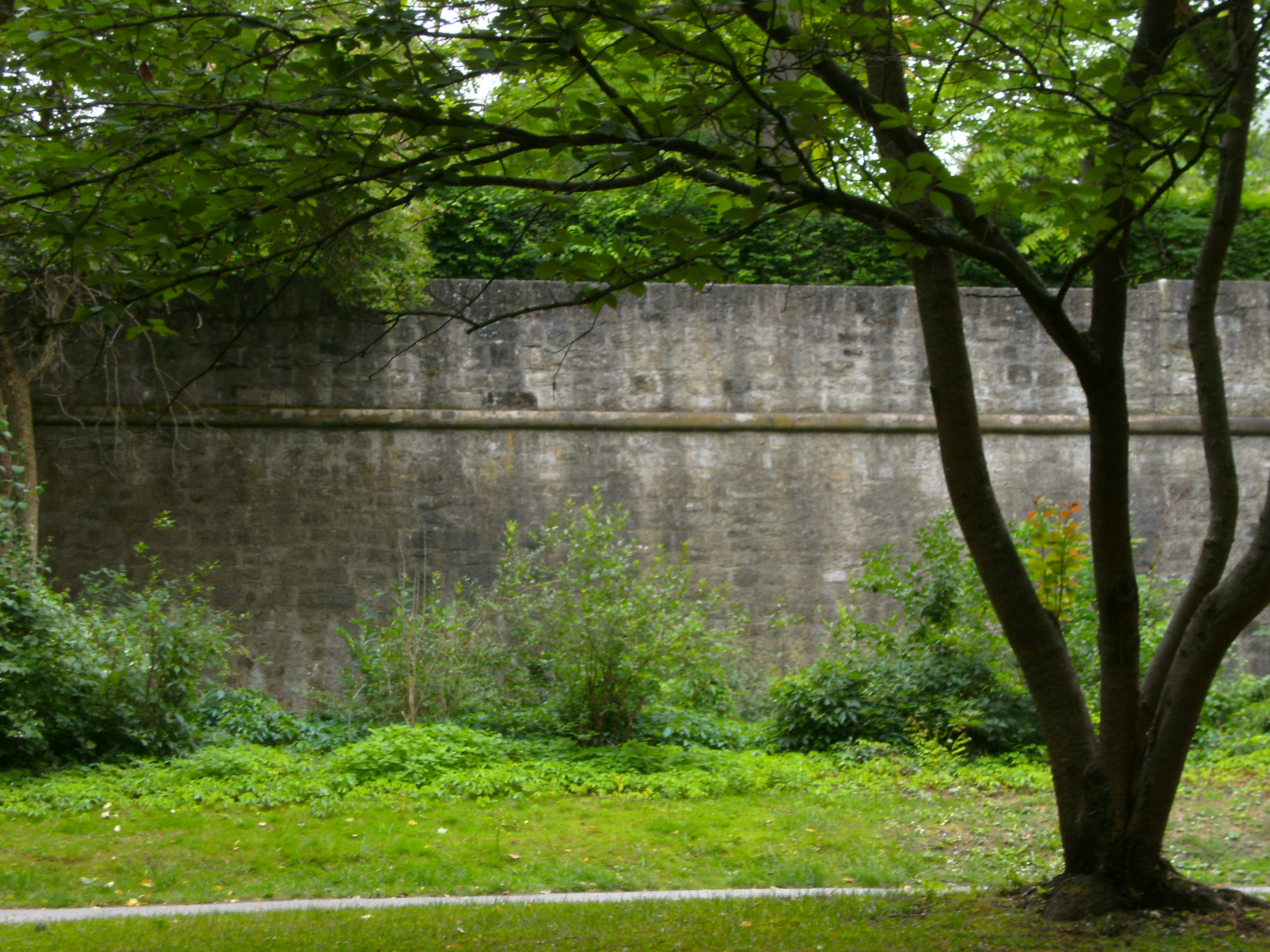
Würzburg, Ringpark um die Altstadt: Rückseite der Mauer des Residenzgartens. Ringpark/Ecke Rennweg.

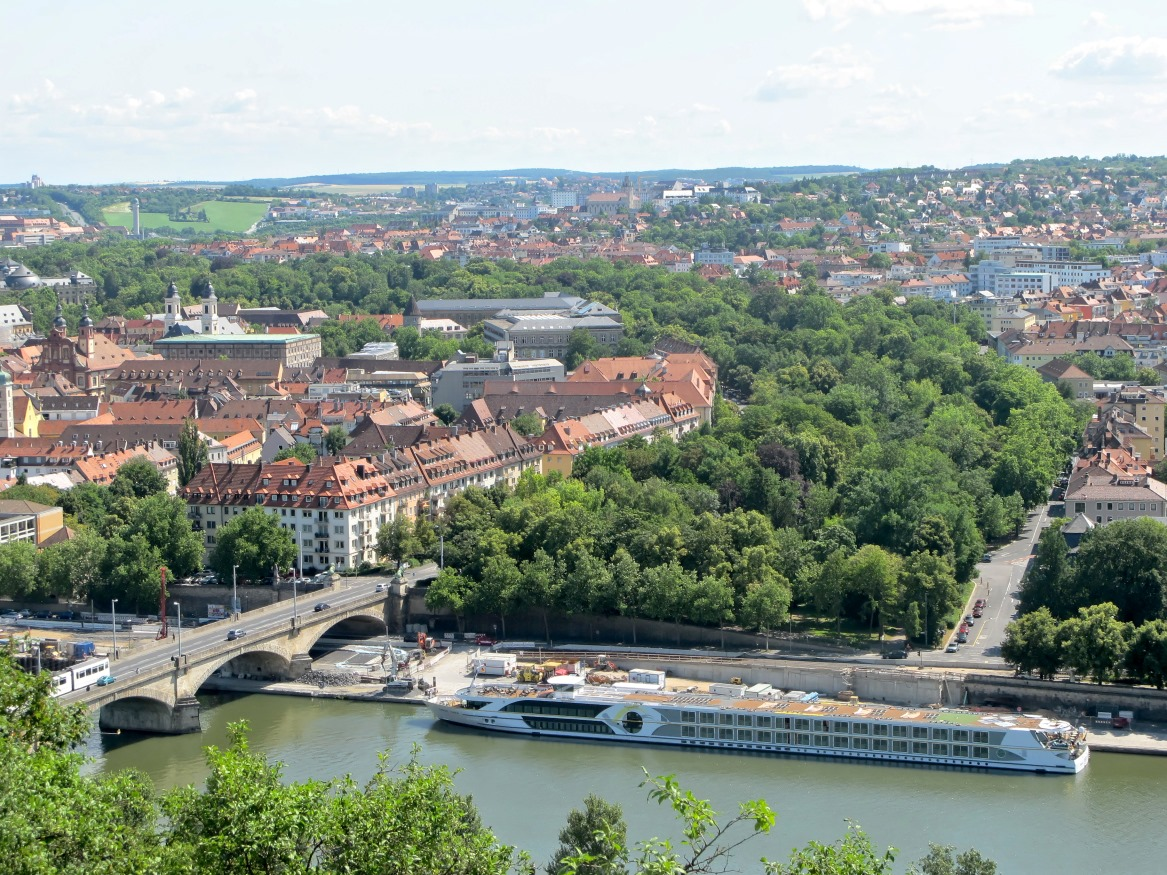
Ringförmiger Verlauf ab Ludwigsbrücke

Der sauerstoffspendene Grüngürtel verläuft halbkreisförmig um die Altstadt vom Mainufer an der Friedensbrücke zum Mainufer an der Ludwigsbrücke (Löwenbrücke). Er tritt damit an die Stelle des Glacis auf dem ehemaligen freien Feld vor der barocken Stadtmauer. Er ist ca. 3,5 km lang, bis zu 240 m breit und hat eine Fläche von ca. 34 Hektar. Er wird von Hauptbahnhof und Berliner Platz unterbrochen, grenzt an den Hauptfriedhof und an den Hofgarten der Residenz, von dem er durch einen Teil der ehemaligen Befestigungsmauern getrennt ist.
Der Park im Stil englischer Landschaftsgärten ist eine der wenigen heute noch gut erhaltenen Ringparkanlagen Deutschlands des ausgehenden 19. Jahrhunderts.
Als „Grüne Lunge“ der Stadt Würzburg mit 35 Baumarten erzeugt der Ringpark Sauerstoff, gleicht die klimatisch bedingte Trockenheit aus und mildert durch Verdunstung Temperaturspitzen im Sommer ab.

### Artenvielfalt

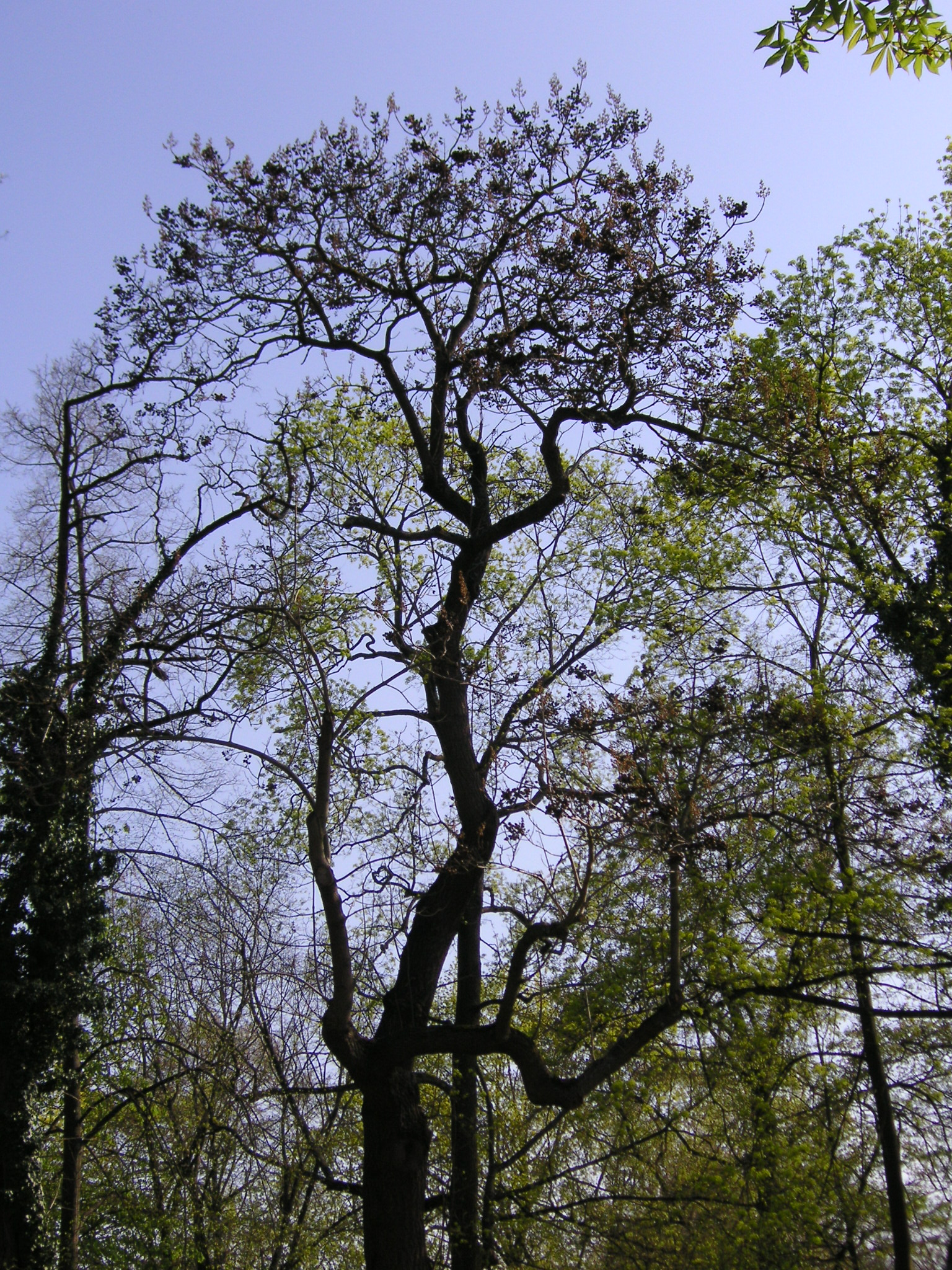
Blauglockenbaum, Heimat China

Mit über 300 verschiedenen einheimischen wie exotischen Gehölzarten ist er auch einer der artenreichsten Parks Deutschlands. Markante und exotische Bäume im Park sind mit deutscher und lateinischer Bezeichnung gekennzeichnet. Außerdem finden sich auf dem Gelände zahlreiche Denkmäler und Brunnen.
Bäume und Gehölze stammen aus China, Nordamerika und Europa. Blüh-Blumen werden der Jahreszeit entsprechend immer neu eingesetzt. 43 Vogelarten wurden beobachtet.

### Denkmale

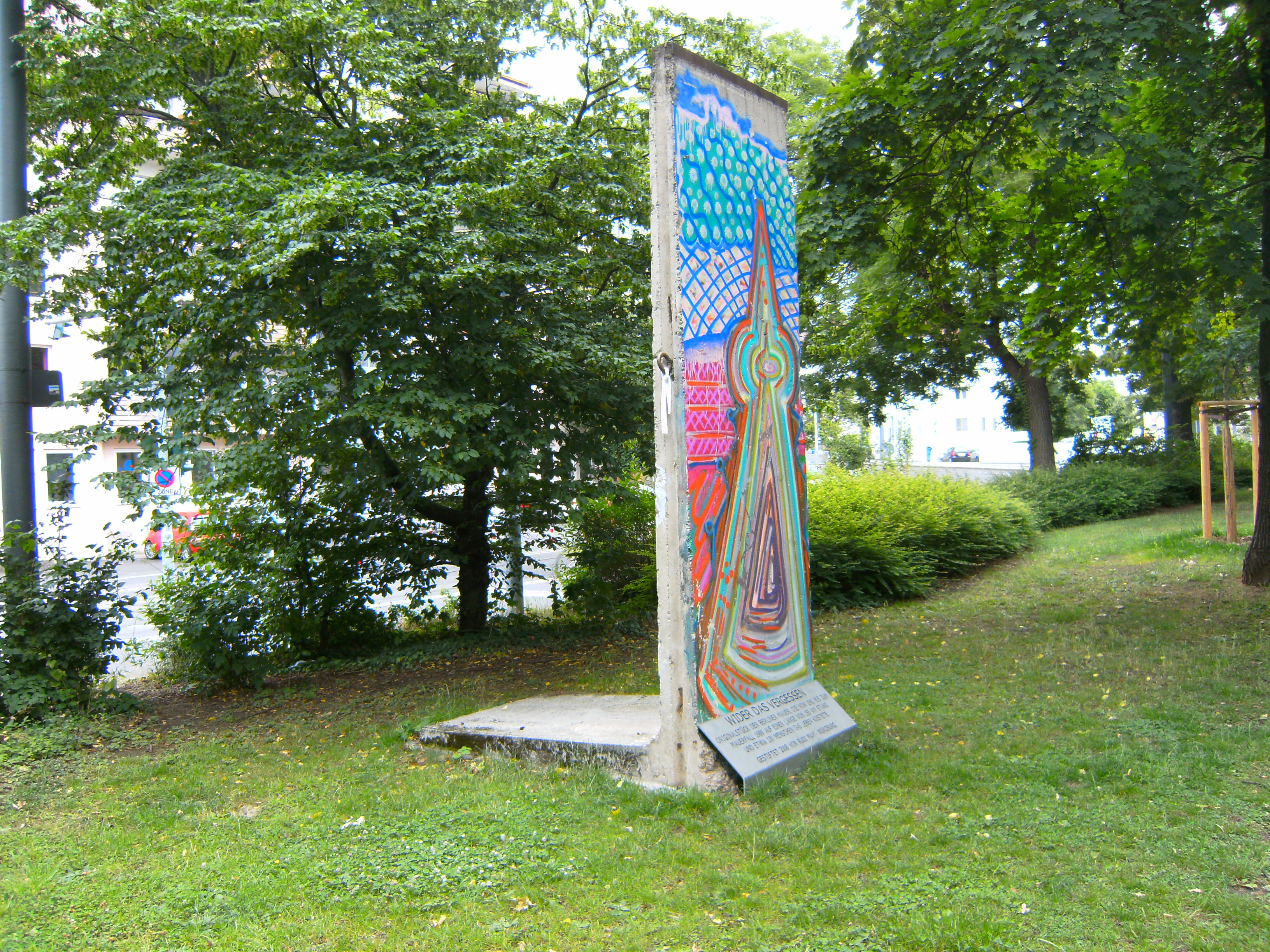
Segment der Berliner Mauer am Berliner Platz

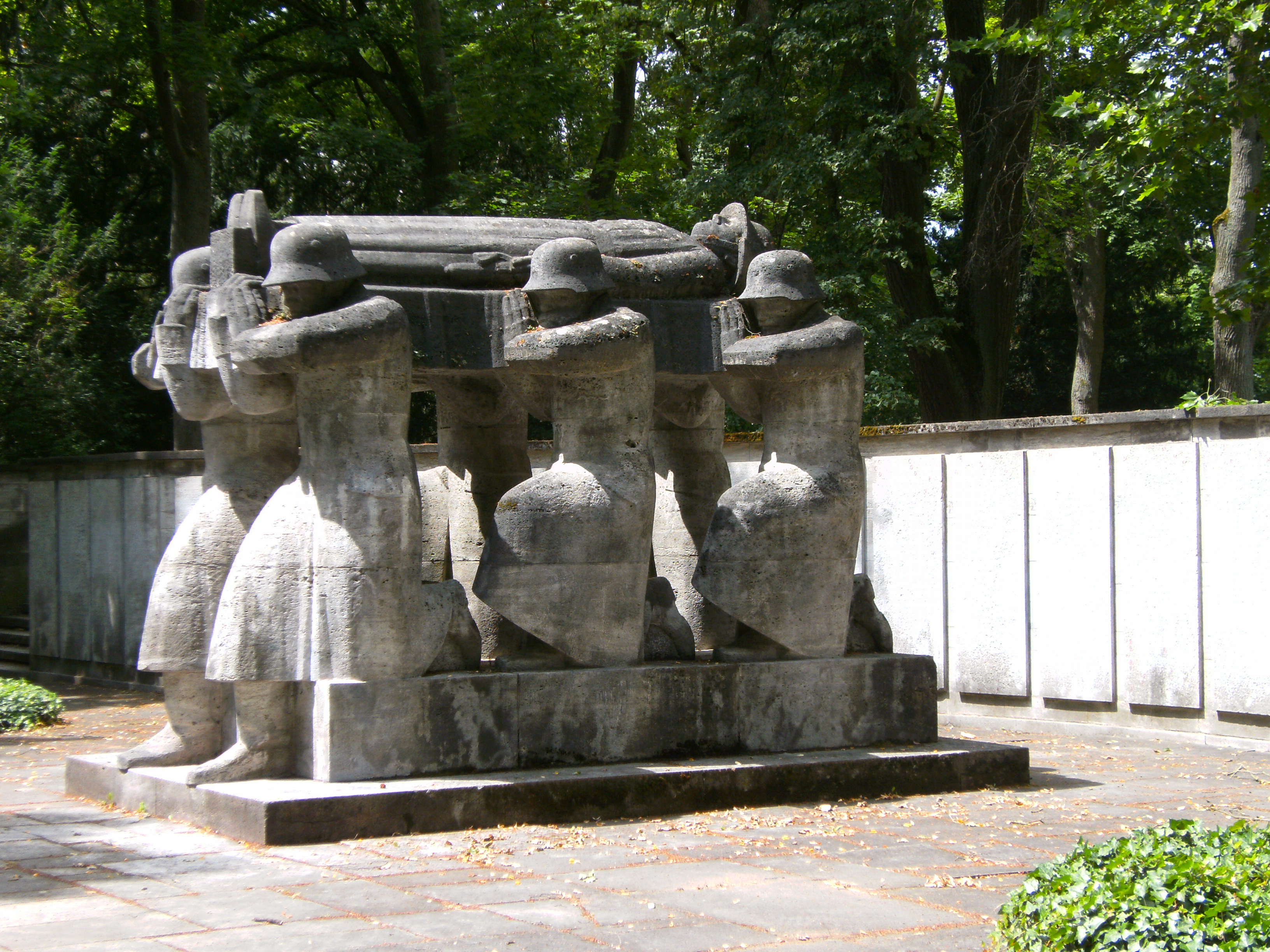
Würzburg: Kriegerdenkmal im Ringpark Würzburg zwischen Husarenstraße und Rennweg

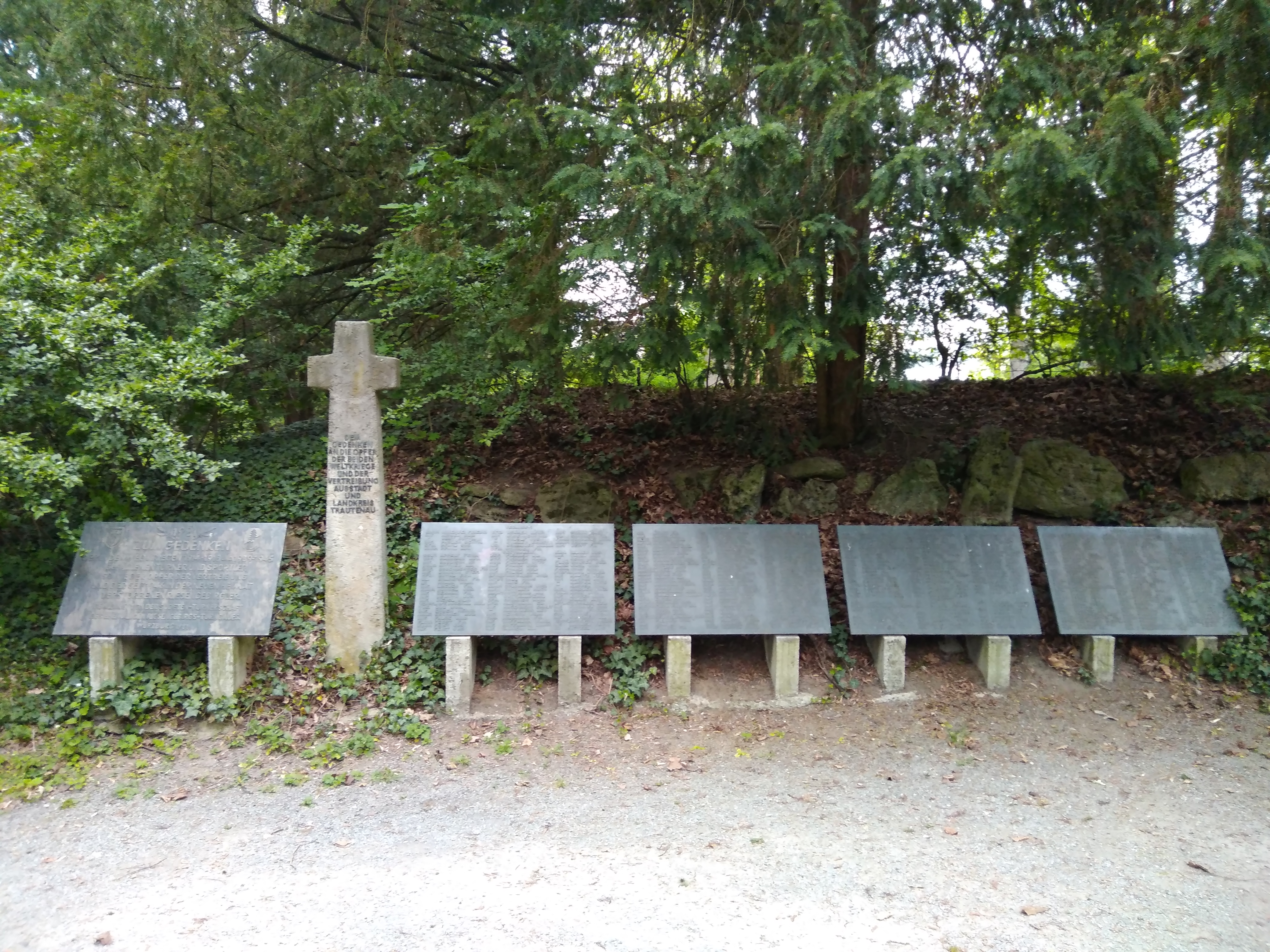
Opfertafeln im Ringpark in Würzburg neben dem Würzburger Kriegerdenkmal errichtet.

Zahlreiche Denkmale erinnern an historische Begebenheiten:
- Fragment der Mauer am Berliner Platz
- Kriegerdenkmal in der Fläche zwischen Husarenstraße und Rennweg

## Trivia
Im Klein-Nizza findet jedes Jahr im August das Ringparkfest statt. Veranstalter dieses Bürgerfests mit kleiner Bühne, Musikdarbietungen und Kinderprogramm ist die Stadt Würzburg.